# 阿莉泽·科尔内
阿莉澤·科尔内（法語：Alizé Cornet，法語發音：[alize kɔʁnɛ]，1990年1月22日—），法國前女子職業網球選手，出生於法國尼斯。曾奪得2007年法國網球公開赛青少年組女單冠軍。2006年轉入職業球員，最高世界單打排名曾至第11名。

## 經歷

### 2014年
在本賽季第一場比賽的雪梨公開賽，科尔内對決美國的麥克霍（Christina McHale），苦戰三盤後以6:7(4:6),6:2,7:5落敗，無緣在第一場比賽奪勝。
緊接著是本季第一場大滿貫澳洲網球公開賽，科尔内在首輪並未遭遇挑戰，對手何葛（Polona Hercog）只打1局就退賽；第二輪對戰喬植（Camila Giorgi）以6:3,4:6,6:4勝出；第三輪遭遇第三種子莎拉波娃第一盤以1:6快速落敗，到了第二盤後狀況逐漸最終與莎娃拉鋸至6:6平手，進入決勝局後一直到8:10才落敗，可說是表現優異。科尔内在去年自法網起，大滿貫賽皆闖入第三輪，其中溫網更是首次晉級第三輪，實力發揮愈來愈佳。
澳網結束後回到法國參加巴黎女網賽，從首輪開始一路晉級到準決賽，但每場比賽皆大戰三盤才勝出，在準決賽遇到艾拉尼艱辛的大戰三盤後，以(3)6:7,6:3,(5)6:7落敗，本次賽程打出4次搶七、2場5:7，雖敗猶榮。下一個賽程是協會杯，再來是多哈公開賽，但又過早得出局，以(6)6:7,5:7吞敗。
在2月的尾聲來到了杜拜女網賽，科尔内相當幸運，剛在多哈奪冠的哈勒普因腳傷退賽，首輪以6:1,1:1晉級；第二輪對戰佛利普金絲（Kirsten Flipkens）以6:3,6:4獲勝:八強賽對決西班牙的莎瑞茲娜娃羅（Carla Suarez Navarro），以7:5,6:3晉級準決賽。科尔内除首輪的哈勒普外，並未遭遇種子選手，而準決賽將與當今球后小威廉絲對決，此前已連3敗。準決賽首盤雙方都各自保發，一路到了第九局小威的發球局時，科尔内完美的打出一個love game首次破發，隨後以6:4先馳得點；到了第二盤，雙方互破後來到了3:3，隨後科尔内連破帶保搶先進入5:3，第九局小威的發球局，科尔内與小威一直在deuce僵持，科尔内逼出3個破發點卻沒能拿下，而小威則在第4個賽點才驚險保發，最後在關鍵第10局，科尔内以love game成功保發，首度打敗了小威廉絲，並成為近18個月以來，第一個以直落二擊敗她的人。決賽對手是傷病好轉的大威廉絲，科尔内遭到壓制，首盤在第6局被破發後，情狀直轉急下，以3:6落敗；到了第二盤，首局雙法打了5次deuce，但科尔内仍遭到破發；第4局雖然製造了3個破發點，但還是讓大威成功保發，最終雖然在第6局製造了2次破發點，但未能攻下一城，遭到完封，以0:6輸掉比賽，被直落二無緣第四座WTA冠軍，也無法成為第八位同賽事打敗威廉絲姐妹的選手，但這是她生涯最重要的一次決賽（頂級賽層級）。

## 外部連結
- 官方网站
- 阿莉泽·科尔内的国际女子网球协会官方資料（英文）
- 阿莉泽·科尔内的國際網球總會 職業／青少年 官方資料（英文）
- Fed Cup - Player profile - Alize CORNET (FRA) （页面存档备份，存于）